# Bez złych intencji
Bez złych intencji – amerykański dramat obyczajowy z 1981 roku.

## Fabuła
Pewnego dnia Michael Gallagher bierze gazetę i znajduje w niej swoje nazwisko na pierwszej stronie. Okazuje się, że przeciwko niemu wysunięto poważne oskarżenia. W jedne chwili całe jego życie wali się w gruzy. Nawiązuje kontakt z autorką artykułu na swój temat Megan Carter, którą przekonuje o swej niewinności. Wkrótce odkrywają prawdę, że oboje padli ofiarami intrygi.

## Główne role
- Paul Newman - Michael Colin Gallagher
- Sally Field - Megan Carter
- Bob Balaban - Elliott Rosen
- Melinda Dillon - Teresa Perrone
- Luther Adler - Wujek Santos Malderone
- Barry Primus - Bob Waddell
- Josef Sommer - McAdam

## Nagrody i nominacje
32. MFF w Berlinie
- Wyróżnienie Honorowe
- Nagroda Czytelników "Berliner Morgenpost"
- Złoty Niedźwiedź (nominacja)

Oscary za rok 1981
- Najlepszy scenariusz oryginalny - Kurt Luedtke (nominacja)
- Najlepszy aktor - Paul Newman (nominacja)
- Najlepsza aktorka drugoplanowa - Melinda Dillon (nominacja)

Złote Globy 1981
- Najlepsza aktorka dramatyczna - Sally Field (nominacja)
- Najlepszy scenariusz - Kurt Luedtke (nominacja)